# PyYAML
PyYAML是一个Python的YAML（YAML Ain't Markup Language）解析器。
Python可以使用PyYAML进行数据的序列化处理（serialization），資料的內容類似XML，但更為简单。PyYAML完全整合YAML 1.1分析器，並支援Unicode。